# Райские птицы (мюзикл)
Райские птицы ― мюзикл, музыку для которого написала Дэвид Эванс, текст ― Винни Хольцман, сценарий ― Эванс и Хольцман вместе. В течение короткого времени был представлен на площадках офф-Бродвея в 1987 году. Сюжет разворачивается вокруг группы актёров-любителей, которые занимаются постановкой музыкальной адаптации пьесы Антона Павловича Чехова «Чайка».

## Сюжет

### Акт I
Любительская театральная труппа на Харбор-Айленд внезапно получает предложение от известного актёра о постановке и участии в их спектакле. Этого актёра зовут Лоуренс Вуд, и он испытывает профессиональный кризис. Вуд, который сам вырос на Харбор-Айленд (и покинул его при первой подвернувшейся возможности), посещает свой родной город впервые за двадцать лет. Он соглашается понаблюдать за их репетицией. Будучи в восторге от перспективы привлечения профессионального актёра, каждый из участников чувствует, что впервые с тех пор, как они начали работать вместе, у них получается нечто стоящее (So Many Nights). Вуд приезжает к ними и зритель понимает, что у него имеются проблемы как в личностном плане, так и в профессиональном. Члены театральной группы, однако, ослеплены его присутствием и не замечают его проблем.
Внезапно на репетиции появляется Джулия, которая врывается в костюме в форме Луны и просит Вуда позволить ей исполнять песню, написанную Гомером, молодым писателем и композитор, который также является членом труппы. Песня представляет собой причудливую музыкальную адаптацию по мотивам пьесы А. П. Чехова «Чайка». Несмотря на возражения группы, Вуд просит, чтобы та исполнила песню, мрачную балладу о молодой девушке, которая летит на Луну, но не может вернуться обратно (Every Day Is Night). Поражённый необычным талантом Гомера, и в большей степени, самой Джулией, Вуд просит, чтобы ему показали сценарий и размышляет о том, как хорошо быть большой рыбой в маленьком пруду (Somebody). В попытке вновь обрести то, что ему не хватает в жизни, Вуд предлагает свои услуги в постановке Гомера, а также выражает желание самому сыграть одну из ролей. Остальные приходят вне себя от волнения, особенно Марджори, мать Гомера.
На следующее утро, Джулия и Гомер приходят на репетицию раньше всех. С самого детства, Гомер был безответно влюблен в Джулию. Они оба фантазируют о том, как события минувшего вечера могут изменить их жизнь (Coming True). Остальная часть группы приходит позже. Проходят первые недели репетиций, а Гомер обнаруживает для себя, каково это, работать с настоящим профессионалом (It’s Only A Play).
В последнюю неделю репетиций, Энди (брат Вуда) сообщает ему о звонке от своего агента в Нью-Йорке. Вуд отвечает, что он не заинтересован и Энди, пользуясь возможностью, делится со своим братом о своих мечтах (She’s Out There). Позже, в середине провального репетиции, Вуд отводит Марджори, Хоуп и Стеллу в сторону и призывает их «открыться» в эмоциональном плане. Это приводит к забавному недоразумению, так как каждая дама пытается истолковать сказанное по-своему (Birds of Paradise).
Вуд звонит своему агенту в Нью-Йорке и приходит в ярость, узнав, что она хочет, чтобы он попробовался на подходящую для него роль. Когда репетиция возобновляется, он вымещает свой гнев на Гомера, заявляя о том, что тот слишком медленно играет свою роль в одном из номеров. Гомер, столь же разъярённый, сознательно воспроизводит свои реплики как можно медленнее. Когда его партия достигает своей кульминации, Вуд и Джулия втайне целуются, а невольным свидетелем этой сцены становится убитый горем Гомер (Imagining You).

### Акт II
Ночь перед репетицией. С большой отдачей (и одетые в костюмы пингвинов) Энди, Хоуп и Дэйв играют сцену из «Чайки» и демонстрируют, как далеко они продвинулись в подготовке (Penguins Must Sing). Репетиция продолжается, и Вуд начинает критиковать Марджори за то, что та недостаточно хорошо чувствует свою роль (You’re Mine). Тем временем, Гомер намеревается переписать финал пьесы, решив сделать его мрачным и горьким отражением его нынешних обстоятельств. После горькой встречи с Джулией он разрывает в клочья всё то, что он написал и начинает играть на фортепиано, пытаясь найти в нём утешение. Он вспоминает песню, которую написал в детстве (Things I Can’t Forget). Марджори подбирает кусочки и мать и сын в конце-концов (и в первый раз за всю пьесу) утешают друг друга (After Opening Night).
Во время генеральной репетиции, актеры глубоко вживаются в свои роли и наслаждаются каждой минутой. Они благодарят человека, который сделал их жизнь стоящей (Chekhov). Вуд выступает с разгромным объявлением: ему предложили роль в Нью-Йорке, и он должен уехать в этот же вечер. Джулия убегает со сцены, полагая, что она едет вместе с ним. Группа шокирована. Гомер пытается убедить его остаться, но Вуд уходит и оставляет Джулию наедине с её разрушенными иллюзиями. Гомер угрожает уйти, но в это же время сразу вся группа обнаруживает, что он переписал финальную сцену. Им приходятся по нраву новые повороты, которые он написал для каждого из их персонажей. Как они начинают читать кусок новой концовки вместе, и наконец понимают, что все они значат для друг для друга (Something New).

## Музыкальные номера
Act I
- «So Many Nights» ― Гомер, Марджори, Стелла, Энди, Хоуп & Дейв
- «Diva» ― Хоуп, Дейв & Энди
- «Every Day is Night» ― Джулия
- «Somebody» ― Вуд & группа
- «Coming True» ― Гомер & Джулия
- «It’s Only a Play» ― Гомер & группа
- «She’s Out There» ― Andy
- «Birds of Paradise» ― Марджори, Стелла & Хоуп
- «Imagining You» ― группа

Act II
- «Penguins Must Sing» ― Dave, Hope & Энди
- «You’re Mine» ― Марджори
- «Things I Can’t Forget» ― Гомер & Марджори
- «After Opening Night» ― Гомер & Марджори
- «Chekhov» ― группа
- «Something New» ― группа

## Постановка
Винни Хольцман написал мюзикл вместе с композитором Дэвид Эванс, когда та училась в Нью-Йоркском университете.
Премьера мюзикла состоялась на сцене Театра Променад на офф-Бродвее 26 октября 1987 года. Заключительное представление состоялось 5 ноября 1987 года, после 29 превью и 24 выступлений. Режиссёр ― Артур Лорентс, декоратор ― Филипп Юнг, костюмер ― Дэвид Мурин, осветитель ― Пол Галло, музыкальное оформление ― Линда Хаберман, и музыкальный руководитель ― Фредерик Велди. Музыкальная группа состояла из Велди (клавишные), Джеймс Стенборг (клавишные), Рик Хекман (деревянные духовые), Расс Ризнер (валторна), Джеффри Сабо (виолончель), Джон Бабич (бас) и Гленн Риан (ударные).
В ролях: Тодд Графф (Гомер), Джон Каннингэм (Лоуренс Вуд), Криста Мур (Джулия), Мэри Бет Пейл (Марджори), Эндрю Хилл Ньюман (Дэйв), Донна Мерфи (Хоуп), Джей Кей Симмонс (Энди), и Барбара Уолш (Стелла).